# Restauracja Stylowa w Krakowie
Restauracja „Stylowa” – najstarsza restauracja w Nowej Hucie, działająca od 1956 roku w lokalu na os. Centrum C 3, w alei Róż, początkowo jako kawiarnia. Określana jako „kultowa”.
Budynki osiedla C-31 (obecnie Centrum C) powstały w latach 1953–1955, a głównym projektantem budynku nr 3, w którym się znajduje restauracja, był Adam Fołtyn. Kawiarnię „Stylową” otwarto 22 lipca 1956 roku i był to obok nieistniejącej już restauracji „Arkadia” najelegantszy lokal w Nowej Hucie. Wystrój, w sposób typowy dla wnętrz publicznych z epoki socrealizmu, cechuje się dużą dekoracyjnością, ze sztukateriami na ścianach, marmurowymi posadzkami, żyrandolami i charakterystycznymi kolumnami, kawiarnia miała też indywidualnie projektowane meble.
W 1957 roku kawiarnia podlegała Nowohuckim Zakładom Gastronomicznym. Przewodnik Huta im. Lenina i Nowa Huta z tegoż roku opisuje ją jako lokal kategorii pierwszej, z pełnym asortymentem dań kawiarnianych, doborową kuchnią i dancingiem. W niej uczono mieszkańców Nowej Huty delektować się kawą. W drzwiach witał gości portier, nie serwowano mocnych alkoholi, a jedynie bułgarskie wina i koniaki. Wewnątrz znajdowało się pianino, na którym grywano popołudniami. W latach 50. XX wieku „Stylową” odwiedzała nowohucka elita: inżynierowie, lekarze, nauczyciele. W późniejszym okresie lokal zyskał famę restauracji dla cinkciarzy.
W latach 1973–1989 w bliskim sąsiedztwie „Stylowej” stał pomnik Włodzimierza Lenina projektu Mariana Koniecznego, skierowany twarzą w stronę Placu Centralnego. O Leninie z alei Róż miejscowi mawiali, że wyszedł ze „Stylowej” i idzie do „Arkadii”, restauracji zlokalizowanej po drugiej stronie skweru na al. Róż, na os. Centrum B 1 (obecnie mieści się tam bank BPH). Zdarzało się też, że cinkciarze rezydujący w „Stylowej” zamawiali dla żartu „schabowego dla Lenina” i wysyłali za dodatkową opłatą kogoś z obsługi, aby zaniósł kotlet pod pomnik. W nocy z 17 na 18 kwietnia 1979 roku pod pomnik podłożono ładunek wybuchowy, wskutek eksplozji którego uszkodzeniu uległa jedynie pięta postaci Lenina – od owego zdarzenia restaurację zaczęto żartobliwie nazywać „Barem pod Kuternogą”. Z restauracją wiąże się też skandal sportowy. W początkach swojej kariery piłkarskiej w Wiśle Kraków i reprezentacji kraju Andrzej Iwan za pobicie jednej z kelnerek „Stylowej” trafił do aresztu i został ukarany roczną dyskwalifikacją.
Po przemianach ustrojowych lokal został przejęty przez część pracowników. Po remoncie otwarto go ponownie w październiku 2003 roku, na uroczystości gościła m.in. Krystyna Zachwatowicz. Obecnie „Stylowa” ze względu na zachowany „koloryt peerelowski” jest częstym przystankiem dla turystów zagranicznych zwiedzających Nową Hutę na fali zainteresowania czasami komunizmu.

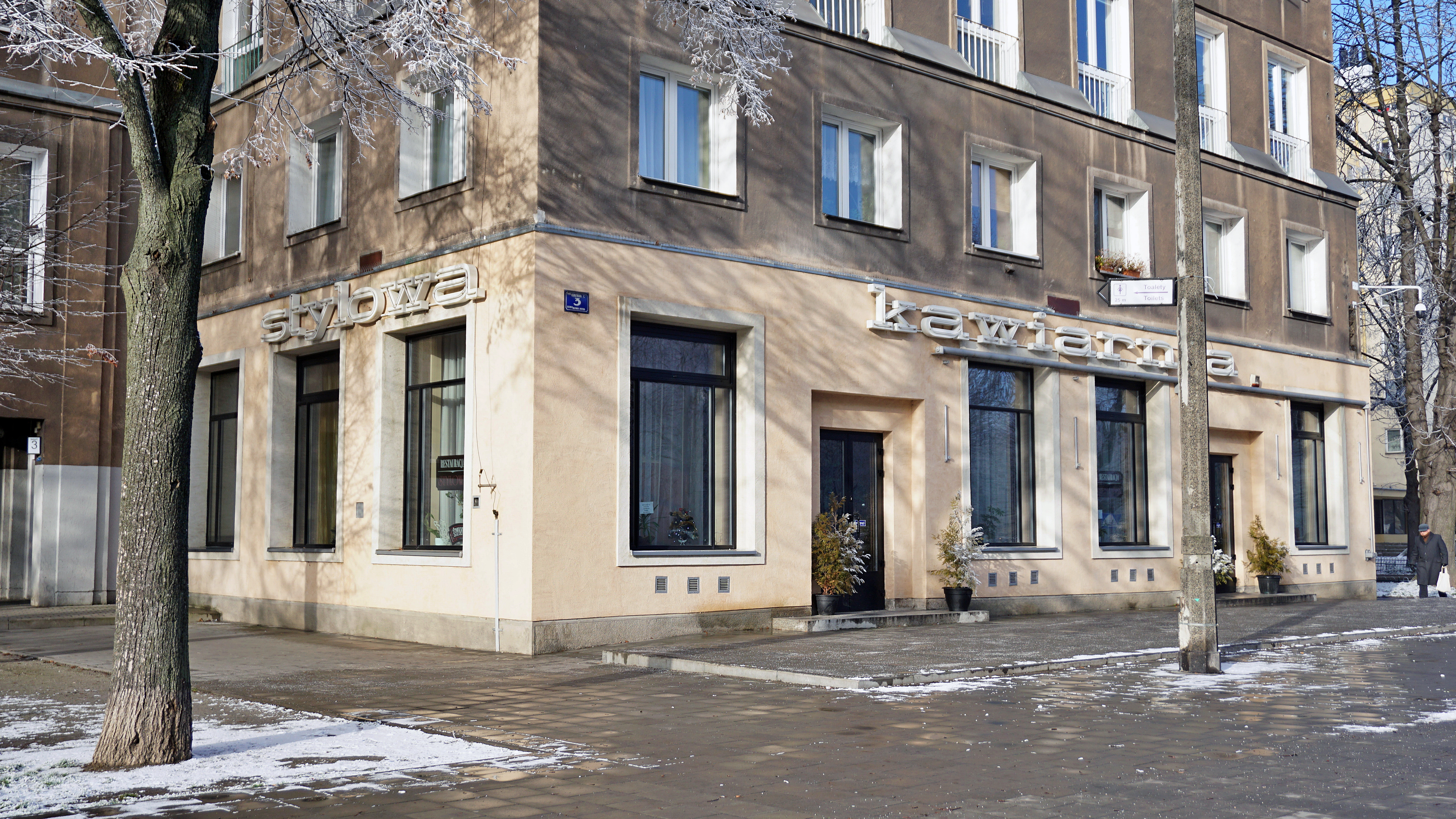
Wejscie do „Stylowej” w 2024 roku
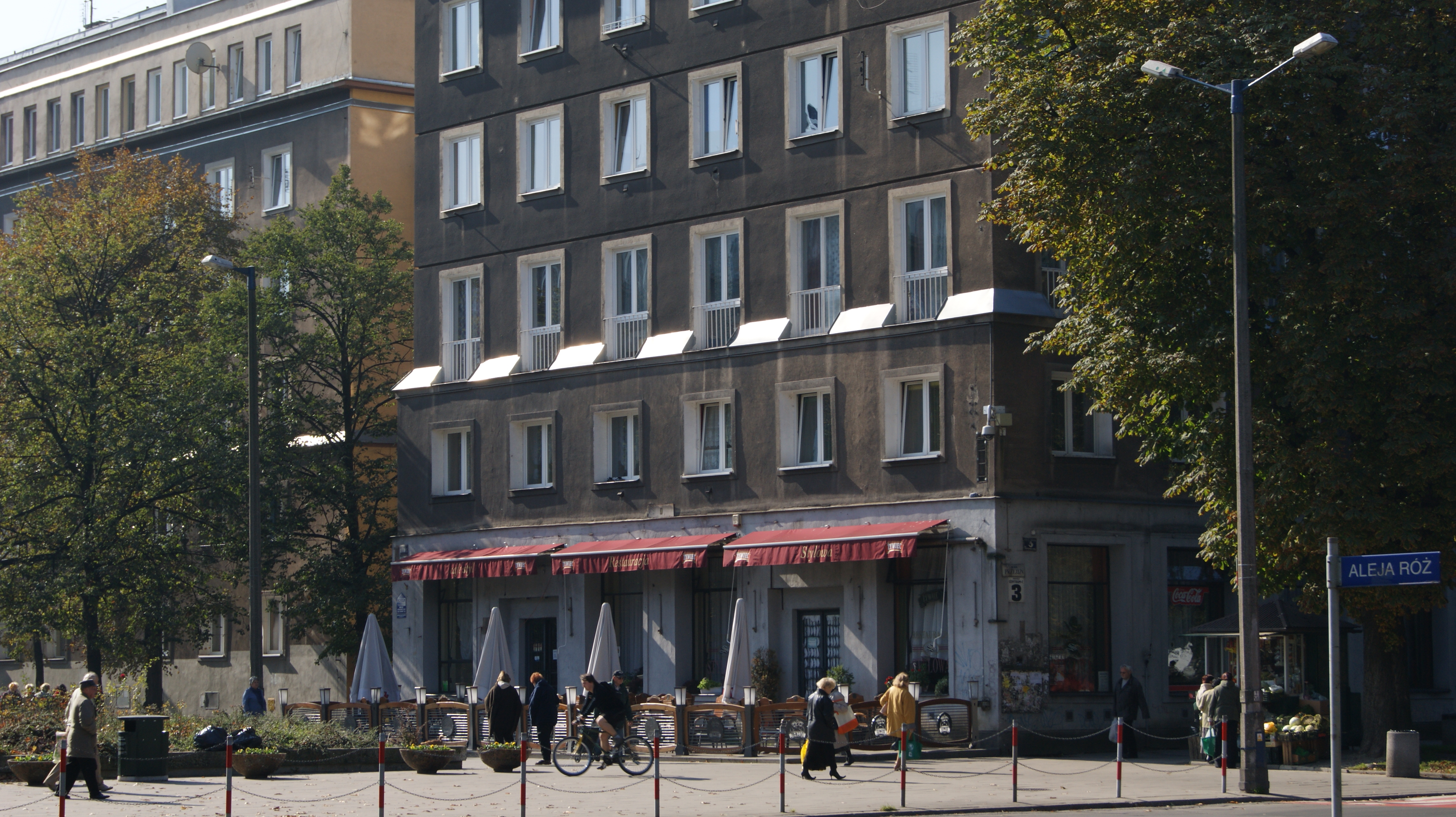
Restauracja „Stylowa” rok 2010
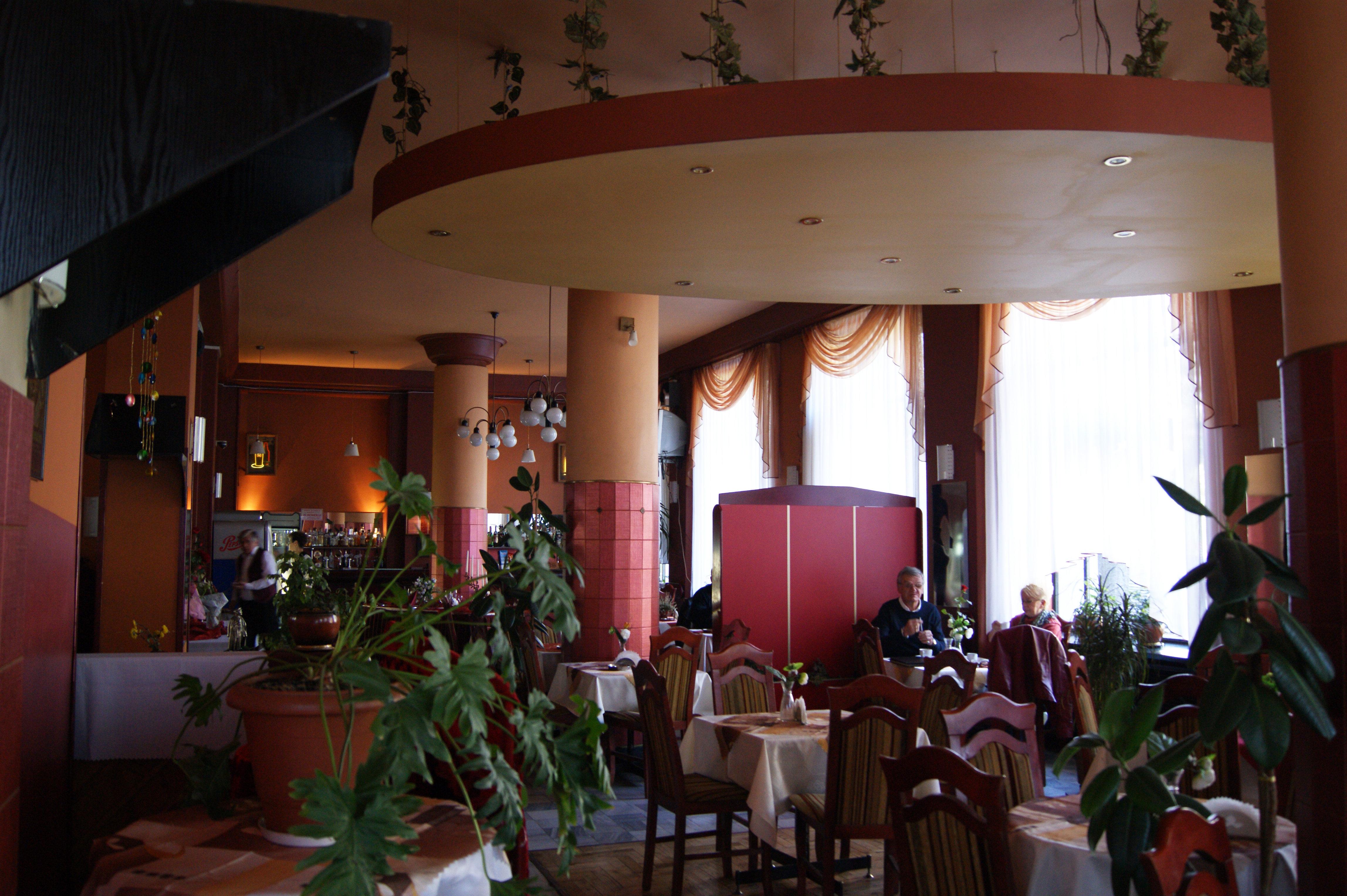
Wnętrze restauracji „Stylowej” (październik 2010)
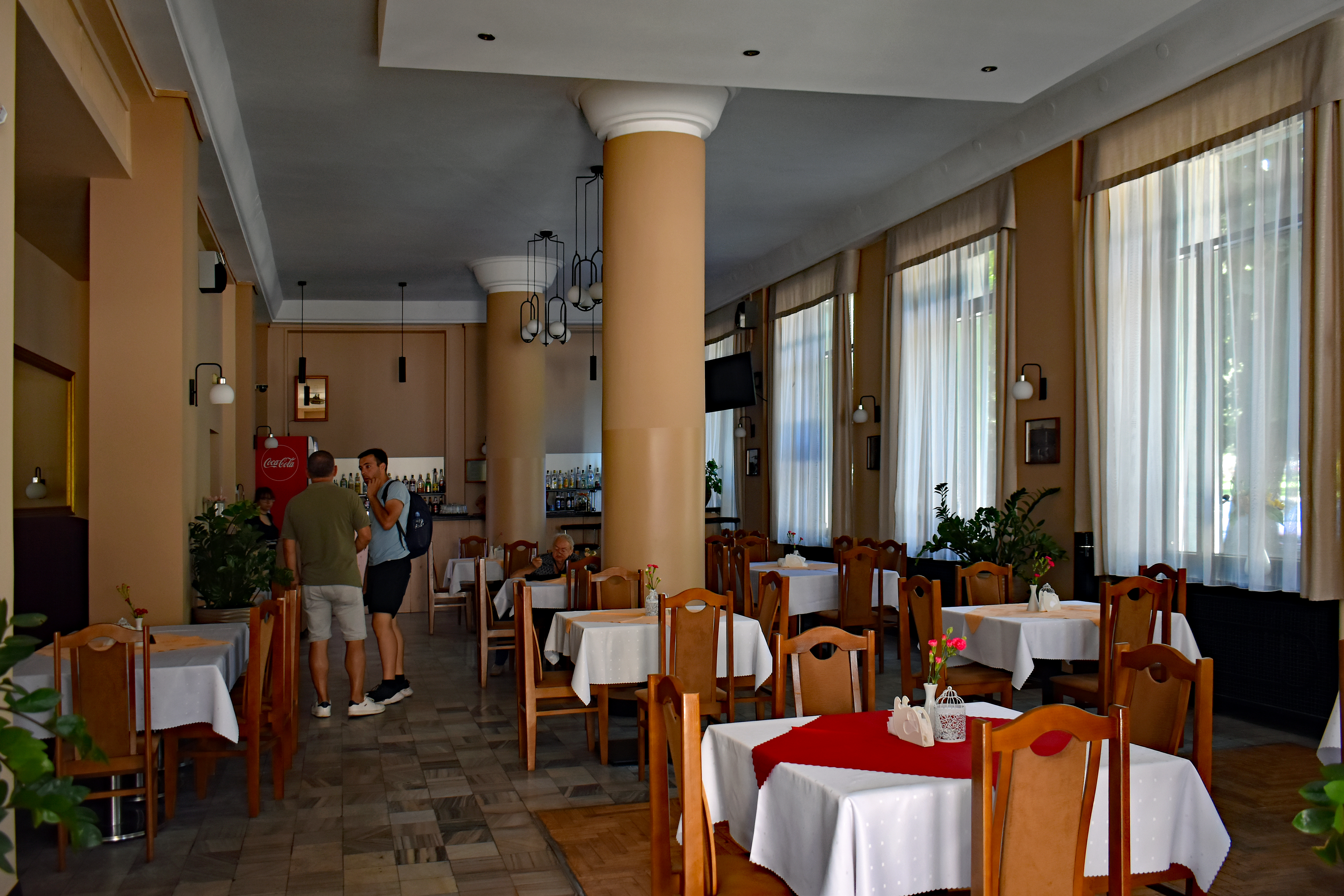
Wnętrze restauracji (sierpień 2023)
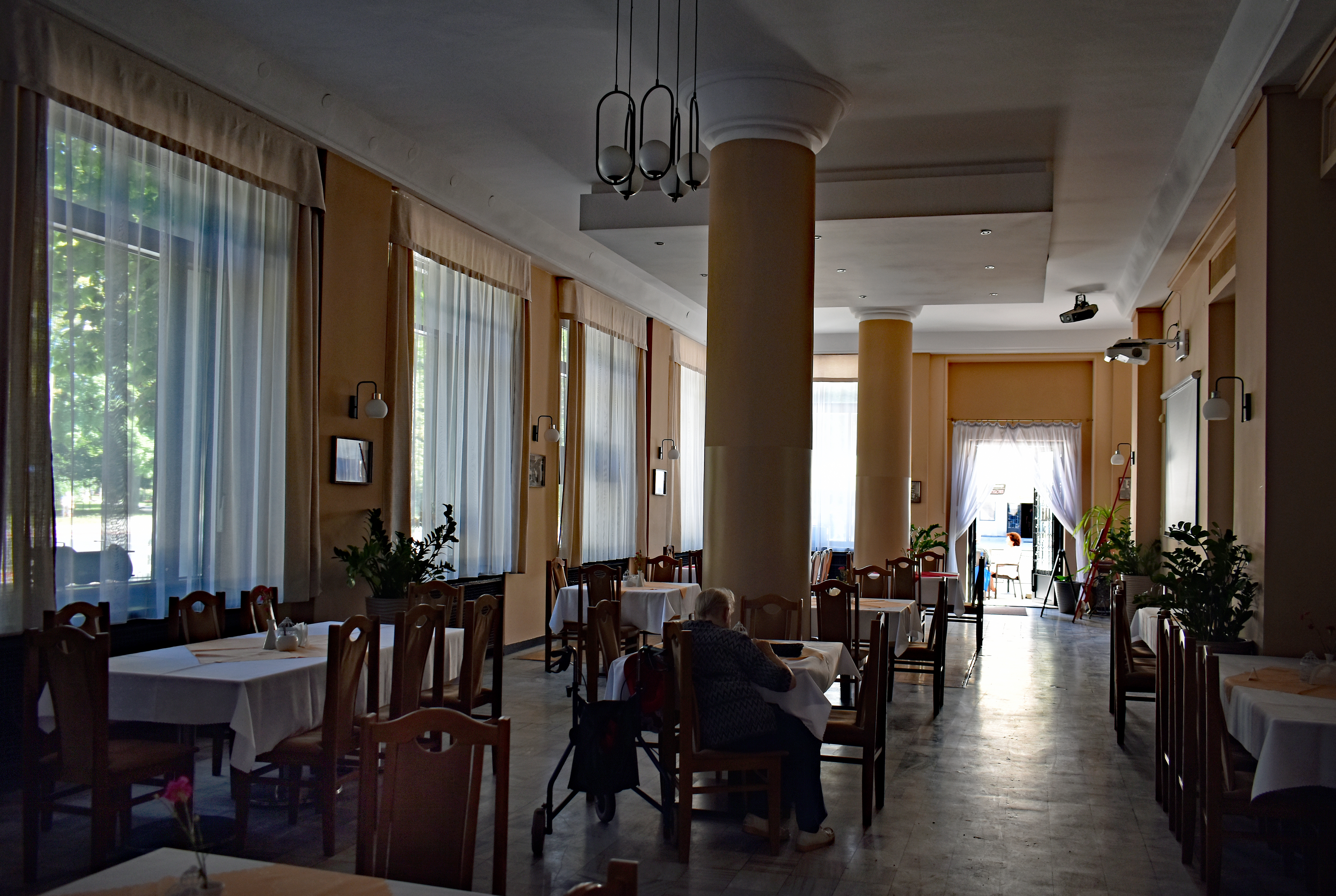
Wnętrze restauracji (sierpień 2023)